# Esafluorofosfato di ammonio
L'esafluorofosfato di ammonio è il composto chimico di formula NH4PF6. In condizioni normali il composto si presenta come un solido cristallino incolore.

## Sintesi
Il composto fu ottenuto per la prima volta nel 1930 all'Università di Berlino da Willy Lange (1900-1976) e Emil Müller. Può essere preparato facendo reagire pentacloruro di fosforo e fluoruro d'ammonio:
PCl5 + 6 NH4F → NH4PF6 + 5 NH4Cl
Un'altra possibilità è far reagire cloruro di fosfonitrile e acido fluoridrico:
(NPCl2)n + 6n HF →  n NH4PF6 + 2n HCl

## Proprietà
L'esafluorofosfato di ammonio cristallizza nel sistema cubico, gruppo spaziale Fm3m, con costante di reticolo a = 792 pm, quattro unità di formula per cella elementare. Il composto è molto solubile in acqua, acetone, metanolo ed etanolo. Per riscaldamento si decompone prima di passare allo stato liquido. Se bollito con acidi forti si idrolizza lentamente.

## Applicazioni
Vista la sua solubilità, il composto viene comunemente utilizzato come fonte di ione esafluorofosfato al fine di precipitare sali di cationi di grosse dimensioni, sia organici che inorganici.

## Tossicità / Indicazioni di sicurezza
Il composto è disponibile in commercio. Per contatto provoca ustioni alla pelle e alle mucose, e gravi lesioni agli occhi. Non risultano rischi di cancerogenicità.